# Kościół św. Macieja Apostoła w Trzebicku
Kościół św. Macieja Apostoła – rzymskokatolicki kościół parafialny należący do dekanatu Zduny diecezji kaliskiej.

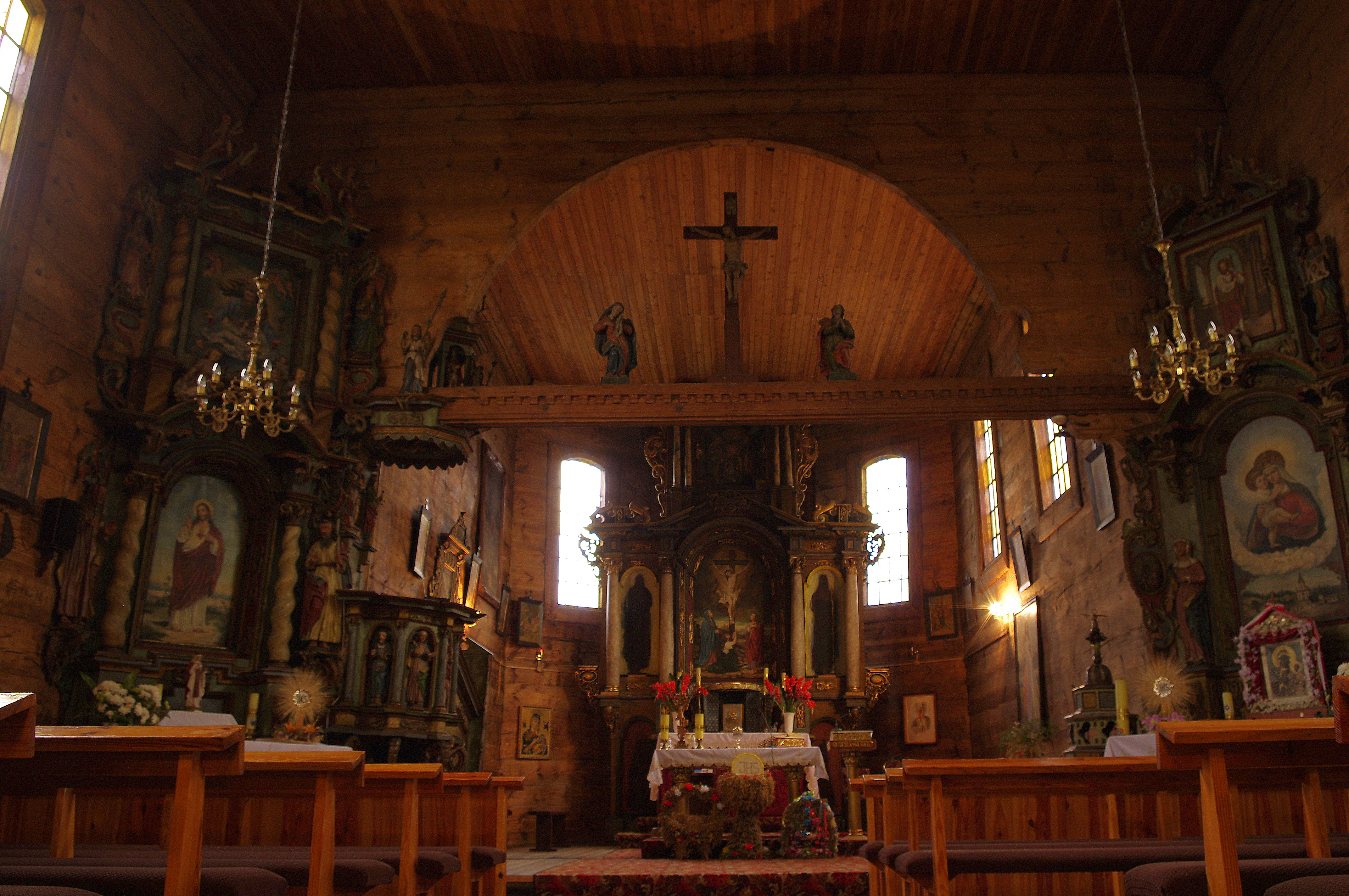
Wnętrze świątyni

Dawna świątynia powstała w 1571, obecny, drewniany kościół powstał w 1672 w stylu barokowym. Jest to budowla o  konstrukcji wieńcowej na kamiennym podmurowaniu, z wieżą o konstrukcji słupowej, dach pokryty jest gontem. Wokół ścian nawy i prezbiterium obiegają otwarte podcienia wsparte na słupach, tzw. soboty, które powstały z myślą o wiernych oczekujących na nabożeństwo. Wnętrze jednonawowe,  manierystyczny ołtarz główny z 1678 z obrazem przedstawiającym Świętą Rodzinę, ołtarze boczne i ambona barokowe. Na północnej ścianie renesansowy obraz Madonny, w  łuku tęczowym  manierystyczna grupa Ukrzyżowanie, w północnej ścianie prezbiterium epitafium Melchiora Safrona. Prospekt organowy z 1750,  klasycystyczna chrzcielnica.